# Cultura de Cuba
La cultura cubana es una combinación de América, Europa y África. Para ilustrar este proceso de conformación permanente de la cultura en Cuba, Ortiz propone una metáfora tan brillante como apropiada para su auditorio: “Cuba es un ajiaco”. Su cazuela, puesta al fuego de los trópicos, ha de ser de barro y muy abierta. El ajiaco “varió en cada época según las sustancias humanas que se metieran en la olla por las manos del cocinero” —las “peripecias de la historia”—. Así entraron en el “cacharro” ingredientes aportados por los aborígenes, los “blancos de Europa”, los “negros de África” y los asiáticos. Los angloamericanos, con sus mecánicas domésticas, simplificaron la cocina; pero —valiosa alerta— quieren convertir nuestra olla de tierra en caldera de su “standard”.

## Deporte
El béisbol o "pelota", es como se le llama comúnmente en el habla cotidiana, se convirtió en el deporte nacional aproximadamente a mediados del siglo XX, ganando importantes eventos a través de los años, de los cuales se destaca el segundo lugar obtenido en el primer Clásico Mundial de Béisbol. El Boxeo se ha convertido también, después de la "pelota", en el deporte preferido de los cubanos, logrando también importantes triunfos.  Por otro lado, el fútbol no está tan desarrollado en el país, pero día a día gana nuevos fanáticos y mayor terreno en la popularidad cubana. 
El atletismo es otro de los deportes de mayor fuerza en Cuba, siendo un escalón importante en los torneos internacionales, especialmente las Olimpiadas, y teniendo como una de sus figuras más representativas al varias veces campeón y recordista mundi añas

## Alimentos

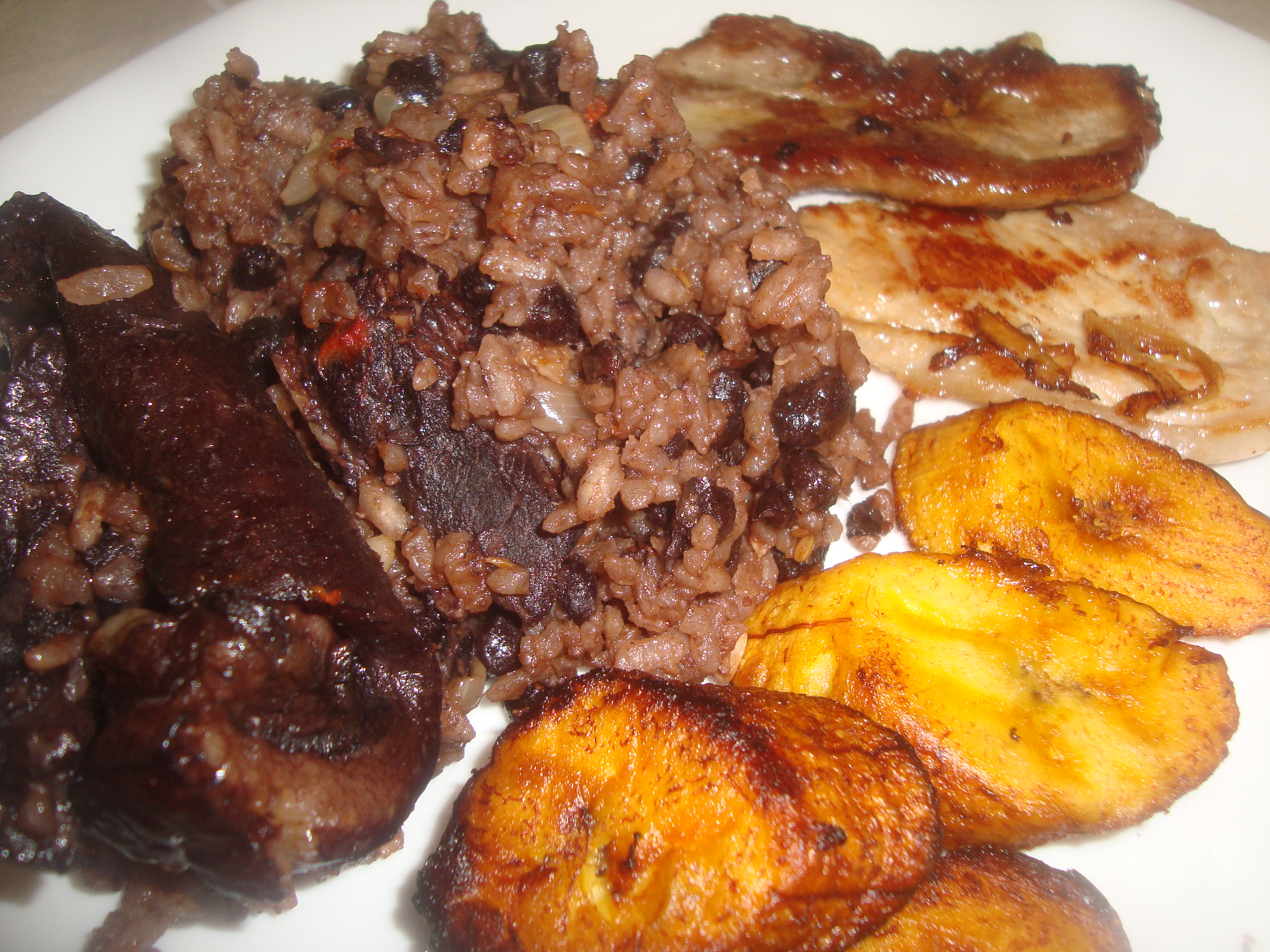
Arroz "Congri"

El colapso de la Unión Soviética en 1991 finalizó con las importaciones de granos de ese país, que era utilizado para alimentar el rebaño y pollos. Desde 1991 carne, pollo, leche y huevos se volvieron escasos.  Por esta razón se creó un libro de racionamiento llamado libreta está hecho para garantizar un rango de productos.
La falta de gasolina para la maquinaria agrícola implicó que las cosechas tuvieron que hacerse manualmente (por las personas), disminuyendo dramáticamente las capacidades de producción de alimentos de Cuba. Estos problemas han mejorado un poco en años recientes, pero la escasez aún es común. Para complementar sus raciones, los cubanos recurrieron a tiendas de alimentos no racionalizadas (en las cuales los precios superan por mucho los de la libreta), o al mercado negro.

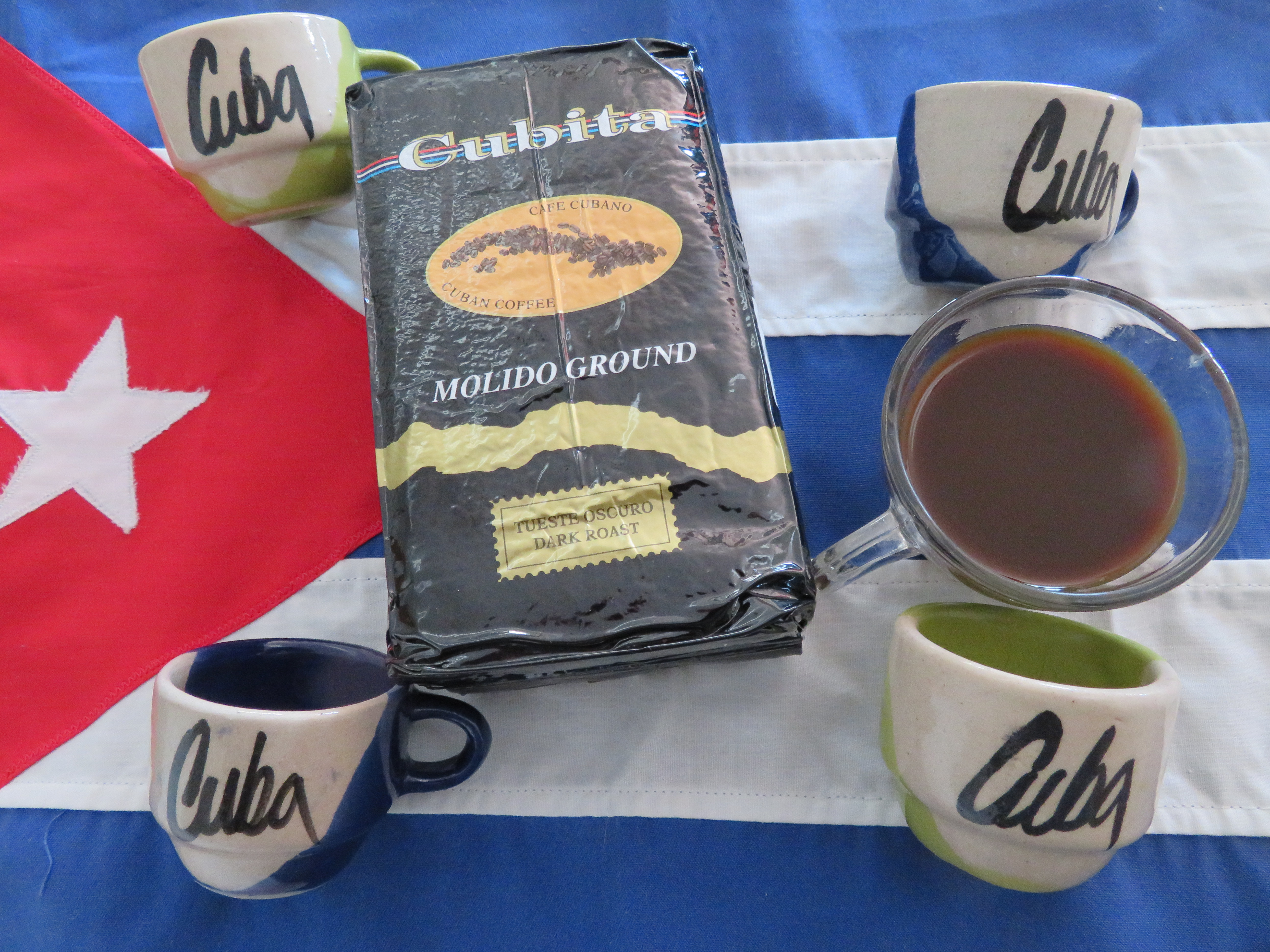
El café, las tazas del cafecito y el "cafecito cubano", tres emblemas cotidianos de Cuba

La comida cubana tradicional es, como casi todos los aspectos culturales de este país, una fusión de las cocinas Españolas, Africanas y del Caribe, con una pequeña pero sobresaliente influencia China. Los platos más populares son los frijoles negros, estofados y carnes. Un ejemplo de la cocina tradicional Cubana, es el congrí como es llamado, arroz con frijoles negros.  El congrí utiliza muchos aderezos diferentes, unos de los más comunes es el ajo. Casabe, arroz, granos, huevos, tomates, lechuga, pollo, yuca, carne y cerdo son ingredientes muy comunes. 

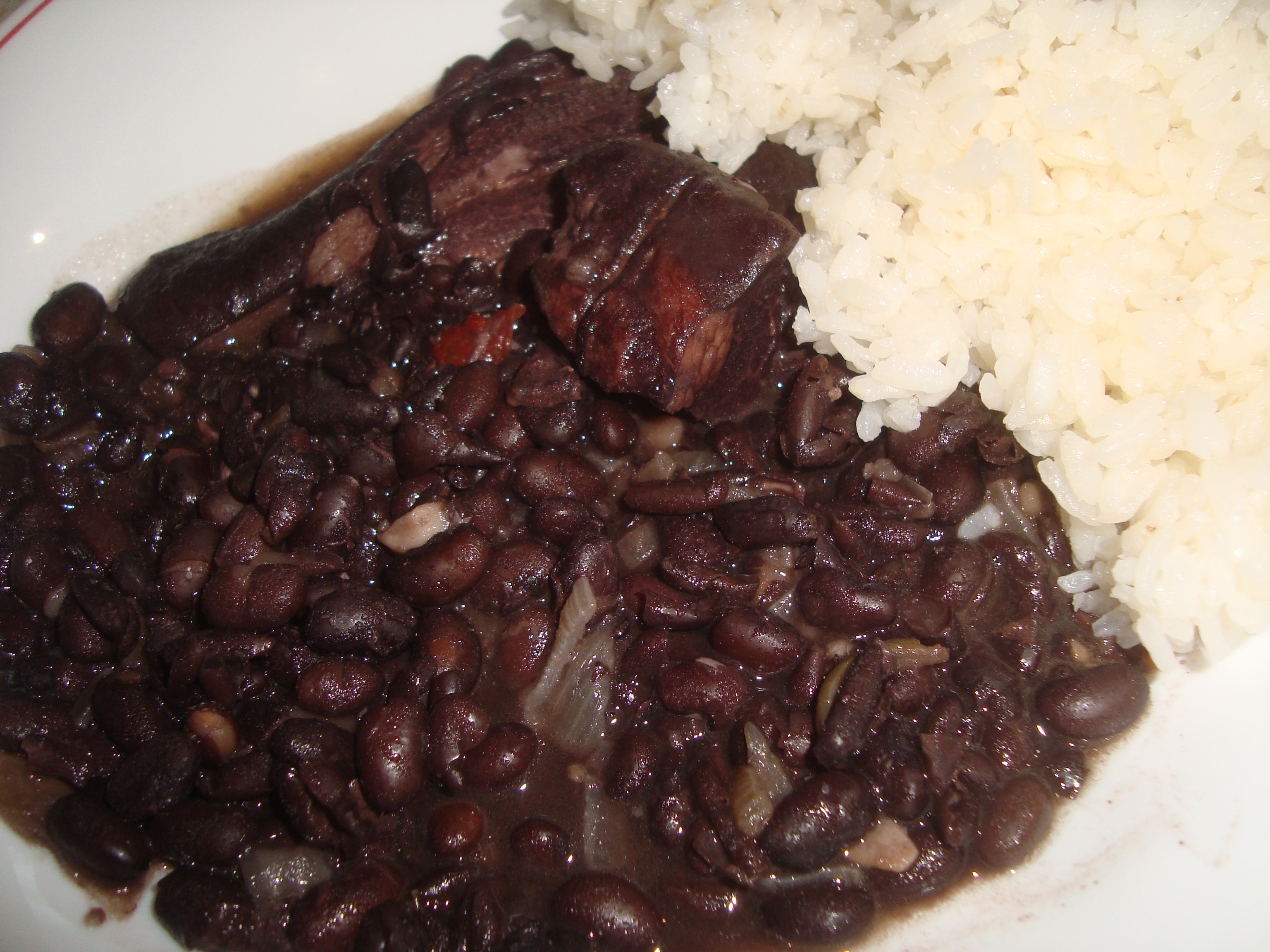
Frijoles negros y arroz blanco

El café es de gran calidad y se cultiva sobre todo para exportaciones.

## Idioma
Al igual que ocurre con gran parte de América Latina, el español es el idioma oficial de Cuba. Después de la Revolución de 1959, el término "compañero / compañera", vino a sustituir progresivamente a los tradicionales vocablos de "señor / señora" como el título universal cortés de dirección para extraños. Un número importante de afro-cubanos, así como los cubanos utilizan palabras mulato haitiano criollo. El Criollo haitiano es el segundo idioma más hablado, y es hablado en Cuba por unos 300.000 hablantes aproximadamente. Haití era una colonia francesa, y en los últimos años de la Revolución Haitiana 1791-1804 fueron traídos gran cantidad de colonos franceses que huían de Haití con sus esclavos a Cuba.
Cuando se habla con personas de edad avanzada, o con extraños, los cubanos hablan más formalmente como un signo de respeto. Informalidades como tratar a un extraño como "mi corazón", "mi vida", o "cariño" son comunes.

## Literatura
La literatura cubana comenzó a desarrollar su propio estilo en los primeros del siglo XIX. Las principales obras publicadas en Cuba durante ese tiempo eran de un carácter abolicionista. Notables escritores de este género incluyen Gertrudis Gómez de Avellaneda y Cirilio Villaverde. Tras la abolición de la esclavitud en 1886, el centro de atención de la literatura cubana se enfocó en la esclavitud. Temas dominantes de la independencia y la libertad se ejemplifican por José Martí, quien encabezó el movimiento modernista en la literatura latinoamericana. Escritores como el poeta Nicolás Guillén se centraron en la literatura como la protesta social. Unos, como Dulce María Loynaz, José Lezama Lima y Alejo Carpentier trataron con carácter más personal cuestiones universales. Y otros, como Reinaldo Arenas y Guillermo Cabrera Infante, ganaron reconocimiento internacional.
Feria Internacional del Libro de La Habana
Desde su fundación, en 1982, la Feria Internacional del Libro es considerada el acontecimiento más significativo del movimiento editorial cubano. Ofrece un espacio de participación e intercambio para todas las entidades y profesionales vinculados al mundo de las publicaciones, a través de los programas que se realizan en el evento. Adicionalmente, el Salón Profesional del Libro funciona como lugar de encuentro entre autores, editores, libreros, distribuidores, además de centro de comunicación e información.
La Feria Internacional del Libro ofrece a autores, editores y distribuidores la opción de tener un contacto directo con un público lector, preparado intelectualmente en los más diversos campos y con capacidad y disposición para participar en el diálogo cultural que se le propone.
La feria del presente año cuenta con un pabellón dedicado a las culturas de los pueblos del Caribe como invitados de honor. Dicho pabellón, contará con el Salón Caribeño, en el cual se expondrán muestras del arte y las tradiciones de los pueblos que celebran esa condición; la creación literaria de las culturas homenajeadas disfrutará de su espacio de difusión en la sala de presentación Nuestra América, particularmente establecida para ese propósito. 
Para el disfrute de los niños, la Feria organiza el pabellón infantil, denominado Tesoro de Papel, en el que se despliegan numerosas actividades recreativo-culturales, que tienen como denominador común incentivar la relación del público infantil y juvenil con la literatura y las artes.

## Ballet Cubano
Los resultados alcanzados en este tema son innegables, al fundarse  en 1948 la primera compañía cubana de ballet no tenía idea de la fama mundial que alcanzaría.
Con la destacada participación de  Alicia Alonso ha logrado presentaciones internacionales con éxitos tangibles.
La Revolución cubana desde sus inicios le prestó mucha atención, la compañía fue reorganizada después de algunos años de inactividad, se le dedicaron cuantiosos recursos para revitalizarla y asume el nombre de Ballet Nacional de Cuba. 
En 1965 en Ballet Nacional auspicia la creación del Ballet de Camagüey, llevando esta manifestación de arte al interior del país, esta constituye la segunda compañía profesional de ballet de la isla.
En la actualidad el Ballet Nacional continúa sus presentaciones por todo el mundo, dejando buenas impresiones de profesionalidad; Alicia Alonso, después de 64 años continúa siendo su directora, conduciéndole por el camino del éxito.

### Festival Internacional de ballet en La Habana
En las distintas ediciones del Festival Internacional de Ballet de La Habana, ha constituido un punto cimero del mismo desde su creación en 1960 la presencia de la prima ballerina assoluta Alicia Alonso, directora general del Ballet Nacional de Cuba.
Uno de los objetivos que dieron origen al evento fue mostrar al mundo los frutos que ya Cuba cosechaba en el campo del ballet, en virtud de la obra histórica realizada en el país por Alicia Alonso y Fernando Alonso. Alicia, además de ser su fuente inspiradora y Presidenta del Comité Organizador, ha sumado a ello un extraordinario quehacer como anfitriona, prima ballerina assoluta, coreógrafa y directora artística. Durante todos estos eventos ha presidido, múltiples actividades, entre ellas exposiciones fotográficas y de artes plásticas, cancelaciones filatélicas, ciclos de cine, presentaciones de nuevos textos sobre la danza y el ballet, congresos, conversatorios, mesas redondas, encuentros con la prensa y los invitados extranjeros, Galas dedicadas a figuras y efemérides de gran trascendencia histórica, así como homenajes al Ballet Nacional de Cuba y a su propia figura.
Ya para este nuevo año se lanzó la convocatoria para el 23 Festival Internacional de Ballet en La Habana presidido por la prima ballerina assoluta Alicia Alonso, se celebrará del 28 de octubre al 6 de noviembre y contará con estrellas invitadas procedentes de otros países y compañías de prestigio mundial.

## Biblioteca Nacional de Cuba
La Biblioteca Nacional de Cuba “José Martí” ubicada en la Capital de Cuba es la rectora del Sistema Nacional de Bibliotecas Públicas Cubanas que con más de 411 bibliotecas cubre todo el territorio nacional; la misma alberga tesoro patrimonial –documental, bibliográfico, artístico y sonoro– del país, así como de lo más representativo de la cultura universal....

### Historia
La Biblioteca Cuba fue creada el 18 de octubre de 1901. Su original ubicación estuvo en un salón de 30 x 7.5 metros, en el Castillo de la Fuerza, donde radicaba el Archivo General. 
Sus primeros libros los donó su primer director, Don Domingo Figuerola Caneda, y consistió en su colección personal de 3 000 volúmenes. A partir de ese momento, lo más avanzado de la intelectualidad cubana, comenzó a entregar en donación sus colecciones particulares. Este es el origen de valiosos fondos bibliográficos. Poco después, en julio de 1902, la institución es trasladada a los altos de la antigua Maestranza de Artillería.
En los próximos año la situación de la Biblioteca Nacional, llegó a tal grado de deterioro debido a la desidia de los gobiernos de la época que trae como consecuencia que el destacado historiador de la ciudad de La Habana, Emilio Roig de Leuchsenring, funde en 1936, la Sociedad “Amigos de la Biblioteca Nacional”. Por medio de la misma denunció el caos educativo y cultural que vivía Cuba y, en especial, su máxima institución bibliotecaria. Este movimiento unió a lo más destacado de la intelectualidad cubana, por no sólo salvar la Biblioteca Nacional, sino también por dignificarla y desarrollarla como institución insignia de la cultura nacional.
En 1938 la sede de la Biblioteca Nacional es trasladada hacia el Castillo de la Fuerza. Como consecuencia de la forma precipitada y poco cuidadosa en que se realizó la mudanza, fueron muchos los daños a los fondos de la institución.
En 1949, por iniciativa de Don Fernando Ortíz, la Junta de Patronos acuerda designar con el nombre de José Martí al edificio que se proyectaba construir. La Junta adquiere por 300 000 pesos el terreno correspondiente. La colocación de su primera piedra tuvo lugar el 28 de enero de 1952. Una vez aprobado el plano de situación, comenzaron los trabajos por el entonces Ministerio de Obras Públicas. El 12 de junio de 1957, mediante el decreto número 1664, se dispone la entrega del edificio a la Junta de Patronos, así como el traslado de la Biblioteca Nacional al nuevo inmueble. Enclavada en la por entonces Plaza Cívica, hoy Plaza de la Revolución, la moderna institución constituyó una de las edificaciones más notables de su época. Una torre de 15 pisos, garantizaba un buen acomodo de los fondos existentes y por adquirir de la Biblioteca Nacional.
En 1959, el triunfo de la Revolución Cubana determinó cambios en las estructuras sociales y económicas del país. El 5 de enero de ese año entran en la Biblioteca Nacional las fuerzas revolucionarias. La vida científica e intelectual adquirió una nueva dimensión. La Biblioteca Nacional entraba en una nueva etapa de re-definiciones a la par de lo que estaba ocurriendo en el país.
El proceso de desarrollo educacional y cultural del país necesariamente tenía que tener un Sistema de Bibliotecas que colocara el libro al alcance de un creciente público que no siempre tenía la posibilidad de su adquisición. Entre 1959 y 1967 fueron entregados en las principales ciudades y pueblos del país algunos de los edificios más significativos y patrimoniales para instalar en ellos las Bibliotecas Provinciales, Municipales y Sucursales.
En las décadas de los 70 y 80 del siglo pasado el trabajo interno de desarrollo de las colecciones y de servicio al público, tanto de la Biblioteca Nacional como de las del Sistema de Bibliotecas Públicas, les permitió estar presentes en gran parte de las actividades culturales y científicas del país. 
Desde la década de los 60, la Biblioteca Nacional ha tenido una presencia importante en el mundo internacional del libro. Ha participado sistemáticamente en los congresos de IFLA llevando a ellos sus experiencias y preocupaciones; es miembro fundadora de ABINIA y tiene numerosos acuerdos bilaterales con otras Bibliotecas Nacionales del mundo.

## Religión
En Cuba hay diversas religiones principalmente la católica que fue asentada desde la colonia española, sin embargo los esclavos africanos extranjeros impartieron otras creencias predominando dos sistemas religiosos muy fuertes, la de origen bantu que ha tenido el nombre de congo o palo monte y la de la cultura yoruba llamada popularmente la santeria. en menor escala ha agrupaciones cristianas como pentecostes, bautista que establecieron sus enseñanzas y sus escuelas.
En la década de 1970, la relación entre el gobierno y las instituciones religiosas (especialmente la Iglesia católica) comenzó a mejorar. En 1976, el Estado concede a los ciudadanos cubanos la libertad religiosa, con algunas restricciones, y en 1992, se modificó la Constitución para permitir la total libertad religiosa. Alrededor de un 25% de los cubanos de hoy son católicos. Algunos católicos han perdido las tradiciones, pero la iglesia ha importado la Navidad tratando de convertir a la mayor cantidad de cubanos al cristianismo.
La Santería es una mezcla de catolicismo y religiones tradicionales Yoruba. Cuando los esclavos africanos llegaron por primera vez a Cuba durante los 1500, se les enseñó unas simples oraciones y se les bautizado por los españoles. Los esclavos combinaron esta forma limitada de su catolicismo con las religiones tradicionales para crear la Santería, que sobrevive hasta el día de hoy.